# Förmyndarkammaren
Förmyndarkammaren var en myndighet i Stockholm som var verksam 1667–1956.
Förmyndarkammaren utövade vård och inseende över de under Stockholms stads domvärjo lydande ofrälse omyndigas tillhörigheter samt vakade över, att de omyndigas tillgångar gjordes fruktbärande. Omyndigas kontanta medel förvaltade förmyndarkammaren länge själv. Värdehandlingar, tillhöriga omyndiga, förvarades visserligen av förmyndarkammaren, men själva förvaltningen i övrigt tillkom vederbörande förmyndare. Vad nu sagts om omyndigas tillhörigheter gällde i tillämpliga delar även i fråga om egendom, tillhörig frånvarande eller okända arvingar. Omsorgen om änkor och omyndiga barn, verkställandet av bouppteckningar och arvskiften samt ombesörjandet av förmynderskap i ofrälse stärbhus ålåg enligt 1636 och 1672 års förordningar Justitiekollegium och en genom förordningen den 27 april 1667 organiserad Arvs- och förmyndarkammare, som ställdes under magistratens inseende och förenades med Justitiekollegiet. Den kollegiet tillhörande domsrätten överflyttades genom kunglig kungörelse den 12 december 1845 och kungligt brev den 21 december 1849 till rådstuvurätten, men den förvaltande myndigheten utövades fortfarande av förmyndarkammaren. Enligt kunglig instruktion av den 21 juni 1907 skulle förmyndarkammaren utgöras av borgmästaren, två rådmän och en lagfaren assistent, som bland annat i första hand vakade över, att bouppteckningar hölls, och granskade inkomna förmyndarredogörelser samt jämte stärbhusnotarien på rådstuvurättens vägnar förrättade bouppteckningar och verkställde stärbhusutredningar och arvskiften. Vid förmyndarkammaren var dessutom anställda två protokollsnotarier, en stärbhusnotarie, en kurator, som bland annat biträdde förmyndare vid stärbhusutredningar och bevakning av omyndigas
rätt samt som god man bevakade frånvarande och okända arvingars rätt, en kamrerare, som jämväl var ledamot i förmyndarkammaren vid avgörandet av frågor om utlåning av medel, som stod under förmyndarkammarens förvaltning, vidare en revisor, en kassör, en bokhållare, en kassakontrollant, en amanuens och tre kvinnliga skrivbiträden. Det ålåg kyrkoherdar och pastorer i huvudstadens församlingar att en vecka efter varje månads slut till förmyndarkammaren avlämna en förteckning över
alla under månaden anmälda dödsfall ibland ofrälse personer. Från och med 1934 utgjorde förmyndarkammaren en avdelning vid Stockholms rådhusrätt, och dess uppgift var begränsad till
handhavandet av de åligganden, som enligt förmynderskapslagen ankom på överförmyndare. Förmyndarkammaren bestod därefter av borgmästaren som ordförande, 1 rådman och 3 förste assessorer. De sistnämnda ägde dock i vissa fall var för sig beslutanderätt i förmyndarkammarens ställe. Den förvaltning av omyndigas penningmedel, som tidigare ålåg förmyndarkammaren, övertogs från och med nämnda år av stadens drätselnämnd, till vilken förmyndarkammarens samtliga tillgångar jämte till förmyndarkammaren inflytande inkomster
övergick under villkor, att staden svarade för alla förmyndarkammaren åvilande förpliktelser. Den 31 december 1956 upphörde Stockholms förmyndarkammares verksamhet och kammarens uppgifter som överförmyndare i Stockholm övertogs av den kommunalt valda Stockholms stads överförmyndarnämnd.